# Saint-Romain (Puy-de-Dôme)
Saint-Romain település Franciaországban, Puy-de-Dôme megyében. Lakosainak száma 197 fő (2022. január 1.). Saint-Romain La Chaulme, Églisolles, Grandrif, Saillant, Saint-Anthème és Saint-Clément-de-Valorgue községekkel határos.

## Népesség
A település népessége az elmúlt években az alábbi módon változott:
| Lakosok száma | 226  | 216  | 223  | 212  | 209  | 207  | 204  | 200  | 197  |
|               | 2013 | 2015 | 2016 | 2017 | 2018 | 2019 | 2020 | 2021 | 2022 |